# Знаки поштової оплати України 2013
Знаки поштової оплати України 2013 — перелік поштових марок, введених в обіг Укрпоштою у 2013 році.
З 11 січня по 25 грудня 2013 року була випущена 81 поштова марка, у тому числі 78 комеморативних (пам'ятних) поштових марок та 3 стандартні поштові марки незалежної України восьмого випуску (2012—2016). Номінал знаків поштової оплати, що було випущено в 2013 році від 2,00 до 6,40 гривні та з літерним індексом «G», «N», «Є» замість номіналу. Тематика комеморативних марок охопила ювілеї визначних дат, подій, пам'яті видатних діячів культури та інши.
Марки було надруковано державним підприємством «Поліграфічний комбінат „Україна“» (Київ).
Відсортовані за датою введення.

## Список комеморативних марок
| № у каталозі                                   | Зображення | Опис та джерело | Номінал               | Дата введення в обіг   | Тираж   | Дизайн                          |
| ---------------------------------------------- | ---------- | --- | --------------------- | ---------------------- | ------- | ------------------------------- |
| № 1271                                         |            | Блок № 108: «900 років Уставу Володимира Мономаха» Блок виконаний у візантійському стилі, що відповідає мистецькому стилю епохи того часу. На марці зображено князя та писаря..                                                                                  | 6,40 гривні           | 22 лютого 2013 року    | 65 000  | Микола Кочубей                  |
| № 1272                                         |            | «Володимир Вернадський. 1863—1945». | 2,00 гривні           | 28 лютого 2013 року    | 145 000 | Володимир Таран                 |
| № 1273                                         |            | Серія «200-річчя від дня народження Тараса Шевченка» «Натхненні Кобзарем»: «Микола Стороженко „Гонта і Залізняк“». | 3,30 гривні           | 9 березня 2013 року    | 140 000 | Володимир Таран                 |
| № 1274                                         |            | Серія «200-річчя від дня народження Тараса Шевченка» «Натхненні Кобзарем»: «Олександр Івахненко „Чураївна“» («Доля»). | 4,80 гривні           | 9 березня 2013 року    | 140 000 | Володимир Таран                 |
| № 1275                                         |            | «Семен Гулак-Артемовський. 200 років від дня народження» На марці зображено портрет С. Гулака-Артемовського та фото із постановки опери «Запорожець за Дунаєм», у ролях: Одарка — М. І. Литвиненко-Вольгемут, Карась — І. С. Патрожинський..                     | 2,00 гривні           | 25 березня 2013 року   | 161 000 | Василь Василенко                |
| № 1276                                         |            | Серія «Вагонобудування в Україні»: «Вагон-хопер модель 19-7017-01». | 2,50 гривні           | 27 березня 2013 року   | 150 000 | Валерій Руденко                 |
| № 1277                                         |            | Серія «Вагонобудування в Україні»: «Напіввагон модель 12-791». | 2,00 гривні           | 27 березня 2013 року   | 150 000 | Валерій Руденко                 |
| № 1278                                         |            | Серія «Вагонобудування в Україні»: «Вагон модель 20-7032». | 2,50 гривні           | 27 березня 2013 року   | 150 000 | Валерій Руденко                 |
| № 1279                                         |            | Серія «Вагонобудування в Україні»: «Цистерна модель 15-1547-03». | 2,00 гривні           | 27 березня 2013 року   | 150 000 | Валерій Руденко                 |
| № 1280                                         |            | «Київ. Бориспіль. Міжнародний аеропорт Термінал D». | 2,00 гривні           | 2 квітня 2013 року     | 120 000 | Василь Василенко                |
| № 1281                                         |            | «Аю-Даг (Ведмідь-гора), смт Гурзуф. Південний берег Криму». | 2,50 гривні           | 24 квітня 2013 року    | 161 000 | Олександр Калмиков              |
| № 1282                                         |            | «м. Бахчисарай. Ханський палац». | 2,00 гривні           | 24 квітня 2013 року    | 173 000 | Олександр Калмиков              |
| № 1283 № 1284 № 1285 № 1286 № 1287             |            | Блок № 109 «Краса і велич України. Автономна республіка Крим»: - «м. Алушта. Долина привидів (Демерджі)»; - «м. Керч. Церква св. Іоанна Предтечі, X ст.»; - «Панорама Південного берега Криму»; - «Масандра. Винні підвали»; - «Керченський заповідник. Пеліка». | 2,00 4,80 2,50 гривні | 24 квітня 2013 року    | 65 000  | Олександр Калмиков              |
| № 1289                                         |            | «З Великоднем!» | 2,00 гривні           | 30 квітня 2013 року    | 120 000 | Наталія Андрійченко             |
| № 1290                                         |            | 1150 років слов'янської писемності На марці зображено постаті Кирила і Мефодія. | 2,50 гривні           | 22 травня 2013 року    | 150 000 | Сергій Горобець                 |
| № 1291                                         |            | Блок № 110 «100 років. Перша Російська Олімпіада. Київ 1913». | 4,80 гривні           | 25 травня 2013 року    | 66 000  | Володимир Жданов                |
| № 1292 № 1293 [Блок № 111 (№ 1292-1 № 1293-1)] |            | Зчіпка «EUROPA-2013». «Поштовий автомобіль»: - «Москвич-400. 1953» - «МАЗ-5440. 2013». | 4,00 5,60 гривні      | 29 травня 2013 року    | 100 000 | Валерій Руденко                 |
| № 1294 № 1295                                  |            | Зчіпка з двох марок «1 червня — Міжнародний день захисту дітей» На поштових марках, зображено роботи учасників Всеукраїнського дитячо-юнацького творчого конкурсу «Рівні можливості — очима дітей» 2007 році.                                                    | 2,00 гривні           | 31 травня 2013 року    | 100 000 | Юлія Задорожня Євген Белобрагін |
| № 1296                                         |            | «м. Севастополь. Володимирський собор в Херсонесі». | 3,30 гривні           | 27 червня 2013 року    | 159 000 | Олександр Калмиков              |
| № 1297                                         |            | Блок № 112 «900 років літопису „Повість минулих літ“» На марці зображено Нестора Літописця за роботою, на полях блоку — події, описані в Повісті.. | 2,00 гривні           | 26 липня 2013 року     | 48 000  | Микола Кочубей                  |
| № 1298                                         |            | Блок № 113 «1025 років хрещення Київської Русі» (в рамках спільного випуску «Україна-Росія-Білорусь») На поштовому блоці зображено фреску Віктора Васнецова «Хрещення Русі», що розташована у Патріаршому кафедральному соборі св. Володимира в Києві..          | 5,40 гривні           | 28 липня 2013 року     | 65 000  | Кость Лавро О. Солдатенко       |
| № 1299 № 1300 № 1301 № 1302 № 1303             |            | Блок № 114 «Хліб — всьому голова» з п'яти марок та чотирьох купонів: - «Паляниця»; - «Калач»; - «Бублики»; - «Чорний житній»; - «Весільний коровай». | 2,00 2,50 4,80 гривні | 20 серпня 2013 року    | 58 000  | Юліка Правдохіна                |
| № 1304                                         |            | «Краса і велич України» «м. Дніпропетровськ». | 2,00 гривні           | 23 серпня 2013 року    | 150 000 | Олександр Калмиков              |
| № 1305 № 1306 № 1307 № 1308                    |            | Блок № 115 «Краса і велич України. Дніпропетровська область»: - «Ракета-носій „Зеніт-3SLБ“»; - «Набережна, м. Дніпропетровськ»; - «Троїцький собор, м. Новомосковськ»; - «Петриківський розпис».                                                                 | 2,50 2,00 3,30 гривні | 23 серпня 2013 року    | 65 000  | Олександр Калмиков              |
| № 1288                                         |            | Євдоким Волошинов «Гарбузи». | 2,00 гривні           | 24 серпня 2013 року    | 190 000 | Євдоким Волошинов               |
| № 1309                                         |            | «Літак „АН-158“». | 2,00 гривні           | 31 серпня 2013 року    | 193 000 | Валерій Руденко                 |
| № 1310                                         |            | «м. Вінниця. Водонапірна вежа». | 2,00 гривні           | 5 вересня 2013 року    | 185 000 | Олександр Калмиков              |
| № 1311 № 1312 № 1313 № 1314                    |            | Блок № 116 «Краса і велич України. Вінницька область» з чотирьох марок: - «Річка Дністер, с. Лядова» - «Свято-Троїцький жіночий монастир, смт Браїлів» - «Палац княгині Щербатової, м. Немирів» - «Світло-музичний фонтан „Roshen“, м. Вінниця».                 | 2,00 2,50 4,80 гривні | 9 вересня 2013 року    | 65 000  | Олександр Калмиков              |
| № 1315                                         |            | Блок № 117 «Свято-Усікновенський Лядівський монастир. 1000 років». | 4,30 гривні           | 15 вересня 2013 року   | 65 000  | Володимир Таран                 |
| № 1316                                         |            | «Історія національного зв'язку». | 2,00 гривні           | 9 жовтня 2013 року     | 163 000 | Володимир Кулік                 |
| № 1317 № 1318 № 1319 № 1320                    |            | Блок № 118 «Щедра Україна. Осінь» з чотирьох марок: - «Горобина звичайна Sorbus aucuparia» - «Кавун звичайний Citrullus lanatus» - «Жоржина Dahlia» - «Білий гриб Boletus edulis».                                                                               | 2,00 2,50 3,30 гривні | 14 жовтня 2013 року    | 58 000  | Наталія Кохаль                  |
| № 1322                                         |            | «Віра Холодна. 1893—1919. 120 років від дня народження». | 2,00 гривні           | 31 жовтня 2013 року    | 148 000 | Василь Василенко                |
| № 1324                                         |            | «Київ наш! Георгій Малаков, 1975 (ліногравюра)» На поштовій марці зображено встановлення червоного прапора над адміністративним будинком на Михайлівській площі в ніч з 5 на 6 листопада 1943 р..                                                                | 2,00 гривні           | 6 листопада 2013 року  | 163 000 | Світлана Бондар                 |
| № 1325 № 1326 № 1327 № 1328                    |            | Блок № 119 «Українське подвір'я» з чотирьох марок: - білка - снігурі - колядники - індик. | 2,00 2,50 гривні      | 22 листопада 2013 року | 59 000  | Кость Лавро                     |
| № 1329                                         |            | «Ольга Кобилянська. 150 років від дня народження. 1863—1942». | 2,00 гривні           | 27 листопада 2013 року | 170 000 | Василь Василенко                |
| № 1330                                         |            | «З Різдвом Христовим!». | 2,00 гривні           | 6 грудня 2013 року     | 190 000 | Володимир Корнєв                |
| № 1331                                         |            | «Микола Амосов. 1913—2002». | 2,00 гривні           | 6 грудня 2013 року     | 163 000 | Володимир Таран                 |
| № 1332 № 1333 № 1334 № 1335                    |            | Блок № 120 «Пектораль» з чотирьох марок. | 4,00 5,60 гривні      | 12 грудня 2013 року    | 50 000  | Марія Гейко                     |
| № 1336 № 1337                                  |            | Спільний випуск «Україна-Марокко», надруковані зчіпкою з 2-х марок - «Україна. Порт „Одеса“» - «Марокко. Порт „Танжер“». | 2,00 3,30 гривні      | 18 грудня 2013 року    | 98 000  | Фото: Євгена Калищука           |
| № 1338 № 1339                                  |            | Спільний випуск «Україна — Румунія», надруковані зчіпкою з 2-х марок та купона - «Церква Спаса на Берестові (Україна)» - «Церква монастиря Сучевиця (Румунія)».                                                                                                  | 2,00 3,30 гривні      | 21 грудня 2013 року    | 105 000 | Сергій Горобець                 |
| № 1340 № 1341 № 1342 № 1343 № 1344 № 1345      |            | Блок № 121 «Східний гороскоп (щур-змія)» з шести марок: - «Щур» - «Бик» - «Тигр» - «Заєць» - «Дракон» - «Змія» | 2,50 гривні           | 25 грудня 2013 року    | 105 000 | Іван Кравець                    |
| № 1346 № 1347 № 1348 № 1349 № 1350 № 1351      |            | Блок № 122 «Східний гороскоп (кінь-свиня)» з шести марок: - «Кінь» - «Вівця» - «Мавпа» - «Півень» - «Собака» - «Свиня» | 2,50 гривні           | 25 грудня 2013 року    | 105 000 | Іван Кравець                    |

## Восьмий випуск стандартних марок
| № у каталозі | Зображення | Опис та джерело         | Номінал | Дата введення в обіг  | Тираж   | Дизайн          |
| ------------ | ---------- | ----------------------- | ------- | --------------------- | ------- | --------------- |
| № 1270       |            | «Шовковиця біла»        | N       | 11 січня 2013 року    | масовий | Володимир Таран |
| № 1321       |            | «Груша звичайна»        | G       | 22 жовтня 2013 року   | масовий | Володимир Таран |
| № 1323       |            | «Обліпиха крушиновидна» | Є       | 5 листопада 2013 року | масовий | Володимир Таран |

## Конверти першого дня гашення
Друк офсетний формат
- С5 — 162×229 мм
- С6 — 114×162 мм

| № у каталозі                            | Зображення | Зображення        | Опис та джерело                                                            | Дата введення в обіг | Формат, мм | Тираж  | Дизайн                                               |
| № у каталозі                            | Конверт    | Штемпель          | Опис та джерело                                                            | Дата введення в обіг | Формат, мм | Тираж  | Дизайн                                               |
| --------------------------------------- | ---------- | ----------------- | -------------------------------------------------------------------------- | -------------------- | ---------- | ------ | ---------------------------------------------------- |
| № КПД 440 № ШПД 510                     |            |                   | Восьмий випуск стандартних поштових марок. (Листя)                         | 11 січня 2013        | С6         | 15 000 | Володимир Таран                                      |
| № КПД 477 № ШПД 511                     |            |                   | 900 років Уставу Володимира Мономаха                                       | 22 лютого 2013       | С6         | 4 100  | Микола Кочубей (КПД) Світлана Бондар (ШТД)           |
| № КПД 478 № ШПД 512                     |            |                   | 150-річчя від дня народження Володимира Вернадського                       | 28 лютого 2013       | С6         | 4 100  | Володимир Таран                                      |
| № КПД 479 № ШПД 513                     |            |                   | Серія «200-річчя від дня народження Тараса Шевченка». «Натхненні Кобзарем» | 9 березня 2013       | С6         | 4 100  | Володимир Таран                                      |
| № КПД 480 № ШПД 513                     |            | С6                | Серія «200-річчя від дня народження Тараса Шевченка». «Натхненні Кобзарем» | 9 березня 2013       | 4 100      |        | Володимир Таран                                      |
| № КПД 481 № ШПД 514                     |            |                   | 200 років від дня народження. Семен Гулак-Артемовський                     | 25 березня 2013      | С6         | 4 100  | Василь Василенко                                     |
| № КПД 482 № ШПД 515 № ШПД 516 № ШПД 517 |            |                   | Вагонобудування в Україні                                                  | 27 березня 2013      | С6         | 5 000  | Валерій Руденко (КПД) О. Сталмокас (ШТД)             |
| № КПД 483 № ШПД 518 № ШПД 519           |            |                   | Київ. Бориспіль. Міжнародний аеропорт Термінал D                           | 2 квітня 2013        | С6         | 4 100  | Василь Василенко                                     |
| № КПД 484 № ШПД 520 № ШПД 521 № ШПД 522 |            | № 520 № 521 № 522 | Краса і велич України. Автономна республіка Крим                           | 24 квітня 2013       | С6         | 7 000  | Олександр Калмиков                                   |
| № КПД 485 № ШПД 520 № ШПД 523           |            | № 520 № 521 № 522 | Краса і велич України. Автономна республіка Крим                           | 24 квітня 2013       | С5         | 10 000 | Олександр Калмиков                                   |
| № КПД 486 № ШПД 524                     |            |                   | З Великоднем!                                                              | 30 квітня 2013       | С6         | 2 000  | Наталія Андрійченко                                  |
| № КПД 487 № ШПД 525 № ШПД 526           |            | № 525 № 526       | 1150 років слов'янської писемності                                         | 22 травня 2013       | С6         | 4 100  | Сергій Горобець                                      |
| № КПД 488 № ШПД 527                     |            |                   | 100 років. Перша Російська Олімпіада. Київ 1913                            | 25 травня 2013       | С6         | 4 100  | Володимир Жданов                                     |
| № КПД 489 № ШПД 528                     |            |                   | EUROPA-2013. Поштовий автомобіль                                           | 29 травня 2013       | С6         | 4 100  | Валерій Руденко                                      |
| № КПД 490 № ШПД 529                     |            |                   | 1 червня — Міжнародний день захисту дітей                                  | 31 травня 2013       | С6         | 4 100  | Олена Зубова                                         |
| № КПД 491 № ШПД 532                     |            |                   | 900 років літопису «Повість минулих літ                                    | 26 липня 2013        | С6         | 4 100  | Микола Кочубей                                       |
| № КПД 492 № ШПД 533                     |            |                   | 1025 років хрещення Київської Русі                                         | 28 липня 2013        | С6         | 4 100  | Кость Лавро (КПД)                                    |
| № КПД 493 № ШПД 536 № ШПД 537           |            | № 536             | Хліб                                                                       | 20 серпня 2013       | С5         | 4 100  | Юліка Правдохіна (КПД, ШПД № 536) О. Сталмокас (ШТД) |
| № КПД 494 № ШПД 538 № ШПД 539           |            | № 538             | Краса і велич України. Дніпропетровська область                            | 23 серпня 2013       | С6         | 4 100  | Олександр Калмиков                                   |
| № КПД 485 № ШПД 538 № ШПД 539           |            | № 538             | Краса і велич України. Дніпропетровська область                            | 23 серпня 2013       | С5         | 10 000 | Олександр Калмиков                                   |
| № КПД 495 № ШПД 540                     |            |                   | Євдоким Волошинов «Гарбузи»                                                | 24 серпня 2013       | С6         | 4 100  | О. Сталмокас (ШТД)                                   |
| № КПД 496 № ШПД 542                     |            |                   | Літак «АН-158»                                                             | 31 серпня 2013       | С6         | 4 100  | Валерій Руденко (КПД) Світлана Бондар (ШТД)          |
| № КПД 497 № ШПД 543 № ШПД 544           |            | № 543 № 544       | Краса і велич України. Вінницька область                                   | 5 вересня 2013       | С6         | 4 100  | Олександр Калмиков                                   |
| № КПД 485 № ШПД 545 № ШПД 546           |            |                   | Краса і велич України. Вінницька область                                   | 9 вересня 2013       | С5         | 10 000 | Олександр Калмиков                                   |
| № КПД 498 № ШПД 547 № ШПД 548           |            |                   | Свято-Усікновенський Лядівський монастир. 1000 років                       | 15 вересня 2013      | С6         | 4 100  | Володимир Таран                                      |
| № КПД 499 № ШПД 549                     |            |                   | Історія національного зв'язку                                              | 9 жовтня 2013        | С6         | 2 500  | Володимир Кулік                                      |